# Hanza Media

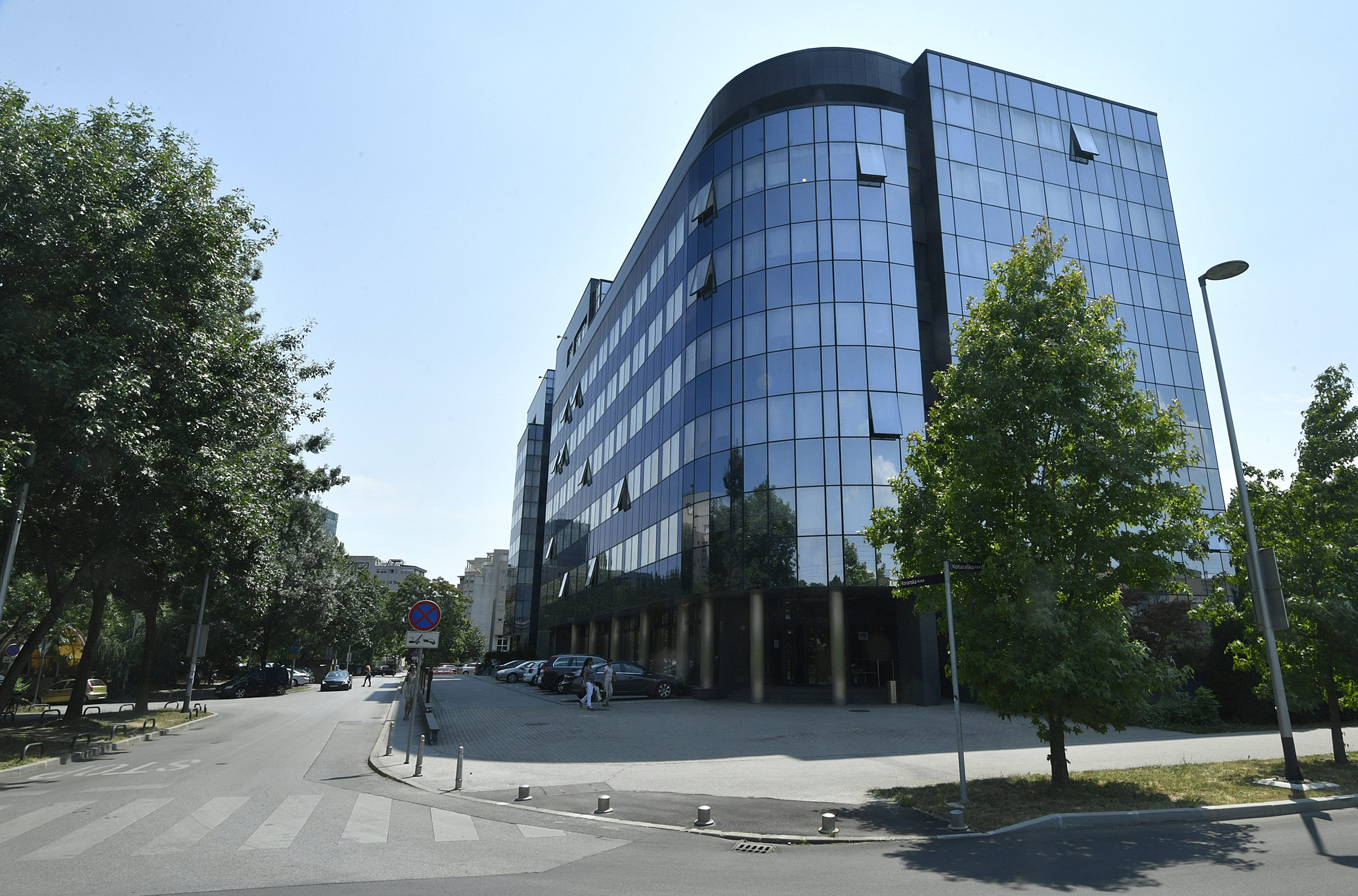
Sitz der Hanza Media d.o.o. in Zagreb

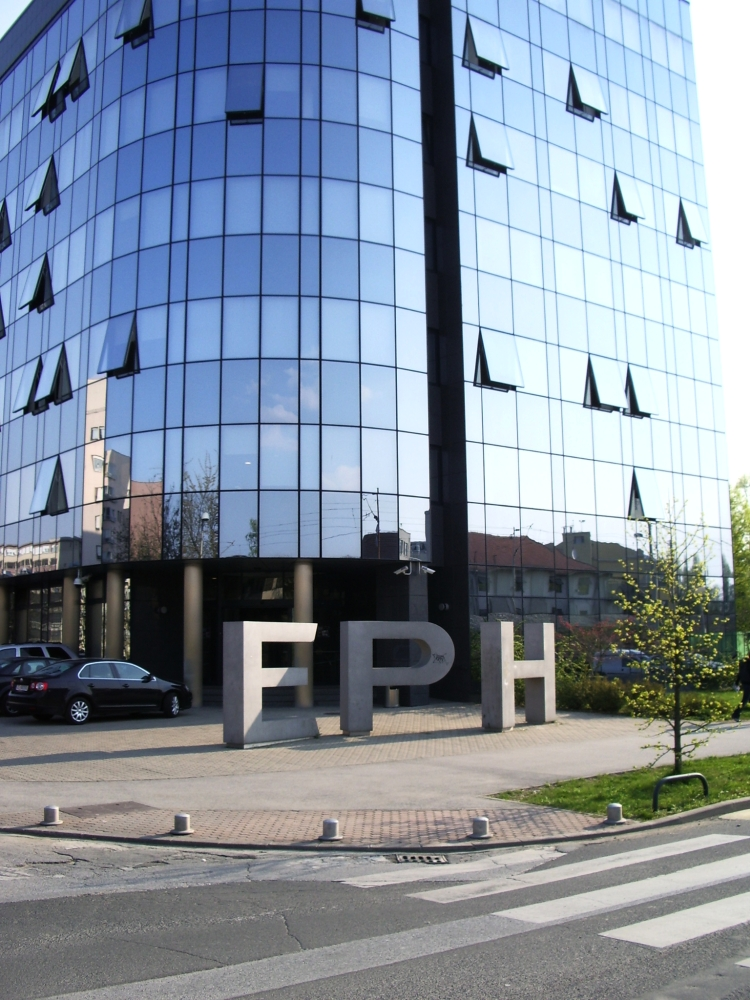
Europapress Holding

Die Hanza Media (bis 1. Juli 2016 Europapress Holding oder EPH) ist der größte Zeitungs- und Zeitschriftenverlag Kroatiens mit Sitz in Zagreb. Von Dezember 1998 bis Februar 2014 war die deutsche WAZ Mediengruppe mit 49 % an der EPH beteiligt.
In der EPH erscheinen unter anderem die zweitgrößte Tageszeitung Jutarnji list (durchschnittliche Auflage ca. 115.000  Exemplaren), die Sportzeitung Sportske Novosti (Auflage: ca. 40.000 Exemplare), die tägliche Wirtschaftszeitung Dnevnik, die Wochenzeitschriften Globus und Gloria. Dazu werden die kroatischen Ableger des Playboy und der Cosmopolitan verlegt. Im Verlag erscheinen insgesamt 18 Zeitschriftentitel mit einer durchschnittlichen Gesamtauflage von ca. 660.000 Exemplaren.
Die EPH beteiligt sich mit Hilfe der deutschen WAZ Mediengruppe zudem an der Slobodna Dalmacija. 34,63 % des Konzerns, der sich zuvor im Besitz des kroatischen Staates befand, wurden jenem für 24,5 Millionen Kuna abgekauft, für weitere 83,46 Millionen Kuna übernahm die EPH im Jahr 2005 insgesamt 70 % an der Slobodna Dalmacija.
Marijan Hanžeković war bis zu seinem Tod im Januar 2018 mit 100 % Teilhaber der Hanza Media. Damit war er der mächtigste Mann der kroatischen Medienszene.